# Elst (Flandre-Orientale)
Pour les articles homonymes, voir Elst.
Elst est une section de la commune belge de Brakel située en Région flamande dans la province de Flandre-Orientale et le Denderstreek. C'était une commune à part entière avant la fusion des communes de 1971.
Elst est connu comme "Village des geutelingen".

## Toponymie

### Attestations anciennes
Elsuth (977), Elst (± 1150) .

### Étymologie
Le nom d’Elst est d’origine germanique : il vient d’alisôþu-, collectif d’alisô-, mot désignant l’aulne.

## Démographie

### Évolution démographique
- Sources : INS, Rem. : 1831 jusqu'en 1961 = recensements[3].